# Терацуянц, Георгий Ервандович
Гео́ргий Ерва́ндович Терацуя́нц (15 июня 1929, Ленинград — 23 августа 2007, Петрозаводск) — российский дирижёр, хормейстер, музыкальный педагог, профессор, Заслуженный деятель искусств Карельской АССР (1967), Заслуженный работник культуры РСФСР (1978).
Известен как организатор, художественный руководитель и дирижёр Академического хора Петрозаводского государственного университета.

## Биография
Георгий Терацуянц родился в Ленинграде в семье инженера-строителя и врача-педиатра. Блокадник Ленинграда.
В 1953 году окончил отделение психологии философского факультета Ленинградского государственного университета имени А. А. Жданова. Там же стал членом студенческого хора, а позже 2-м хормейстером хора ЛГУ (руководитель Г. М. Сандлер).
В 1953—1956 годах работал в школах Ленинграда.
В 1956—1957 годах руководил хорами философского, восточного и филологического факультетов Ленинградского университета.
В 1958 году Георгий Ервандович окончил дирижёрско-хоровое отделение Ленинградского музыкального училища при Ленинградской консерватории им. Римского-Корсакова.
С 1958 по 1962 годы Терацуянц руководил студенческим хором Ленинградского педагогического института имени А. И. Герцена.
В 1962 году он переехал в Петрозаводск. Здесь Георгий Ервандович организовал Академический хор ПетрГУ и стал его художественным руководителем. Работал преподавателем хоровых дисциплин в Петрозаводском музыкальном училище имени К. Э. Раутио. С 1963 года — председатель правления хорового общества Карельской АССР.
В 1971—1989 годах — методист, директор методического кабинета Министерства культуры Карельской АССР. Член правления Всероссийского музыкального общества (1976).
В 1989—1999 годах — преподаватель, доцент, профессор кафедры культурологии Петрозаводского государственного университета.
В 1992—2007 годах — преподаватель кафедры хорового дирижирования Петрозаводской государственной консерватории имени А. К. Глазунова.
Почётный гражданин Петрозаводска (2005).
Умер в Республиканской больнице Петрозаводска после тяжёлой болезни.
Похоронен на Сулажгорском кладбище Петрозаводска.

## Сочинения
- Повесть о том, как я стал хормейстером. — Петрозаводск, 1995.
- Кое-что из опыта хормейстера. — Петрозаводск: Б. и., 1995. — 144 с.
- Терацуянц Г. Е. Заметки изнутри, или Летопись основных событий из жизни хора Петрозаводского государственного университета за 1998—2002 годы, записанная его руководителем. — Петрозаводск: Изд-во ПетрГУ, 2002. — 164 с. — ISBN 5-8021-0232-2.

## Память
В г. Петрозаводске именем Терацуянца назван сквер, в 2023 г. на здании детской хоровой школы в его честь открыта памятная доска.